# 성적 역할극

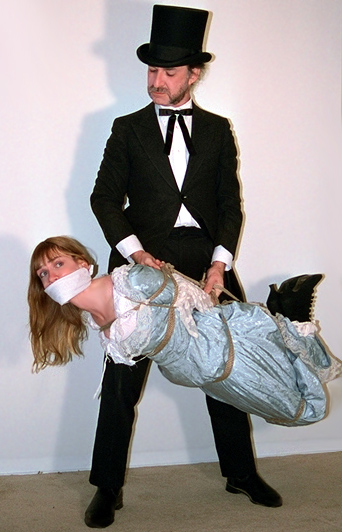
성적 역할극

성적 역할극(性的役割劇, 영어: Sexual roleplay)은 성적 판타지의 충족을 위해 성행위에 있어서 어떤 역할을 연기하며 그 역할에 대한 복장을 입고 성행위를 하는 것을 말한다.

## 개요
의사와 간호사, 간호사와 환자, 간수와 죄수, 교사와 학생, 상사와 부하, 강도와 피해자 등의 역할을 파트너와 연기하는 따라 성적 흥분을 높이는 것이다. 이러한 성적 역할은 평소 사람들이 품고 있는 망상 실현에 대해 기쁨을 얻는 것을 주된 목적으로 하고 있다. 보통의 성행위에서도 이용되지만, BDSM에서도 주인과 노예 역할을 인식하기 쉽게하기 위해 하는 경우가 많다.